# لیوه نلویک
لیوه نلویک (انگلیسی: Live Nelvik؛ زادهٔ ۱۰ دسامبر ۱۹۸۲) هنرپیشه، و روزنامه‌نگار اهل نروژ است.